# Pseudokuzicus
Pseudokuzicus is een geslacht van rechtvleugeligen uit de familie sabelsprinkhanen (Tettigoniidae). De wetenschappelijke naam van dit geslacht is voor het eerst geldig gepubliceerd in 1993 door Gorochov.

## Soorten
Het geslacht Pseudokuzicus omvat de volgende soorten:
- Pseudokuzicus acinacus Shi, Mao & Chang, 2007
- Pseudokuzicus pieli Tinkham, 1943
- Pseudokuzicus spinus Shi, Mao & Chang, 2007
- Pseudokuzicus tamdao Gorochov, 1998
- Pseudokuzicus longidentatus Chang, Zheng & Wang, 1998
- Pseudokuzicus quadridentatus Shi, Mao & Chang, 2007